# ماکاک سیاه
ماکاک سیاه (نام علمی: Macaca nigrescens) نام یک گونه از سرده ماکاک است.